# Smeringopus pallidus
Smeringopus pallidus är en spindelart som först beskrevs av John Blackwall 1858.  Smeringopus pallidus ingår i släktet Smeringopus och familjen dallerspindlar. Inga underarter finns listade i Catalogue of Life.